# Grallaire roi
Grallaria varia
Espèce
Statut de conservation UICN

 LC  : Préoccupation mineure
La Grallaire roi (Grallaria varia) est une espèce d'oiseau de la famille des Grallariidae.

## Répartition
Son aire s'étend sur le plateau des Guyanes et une bonne partie de l'Amazonie avoisinante, ainsi qu'à travers la forêt atlantique, le Paraguay et le Nord de l'Argentine. 

## Taxonomie

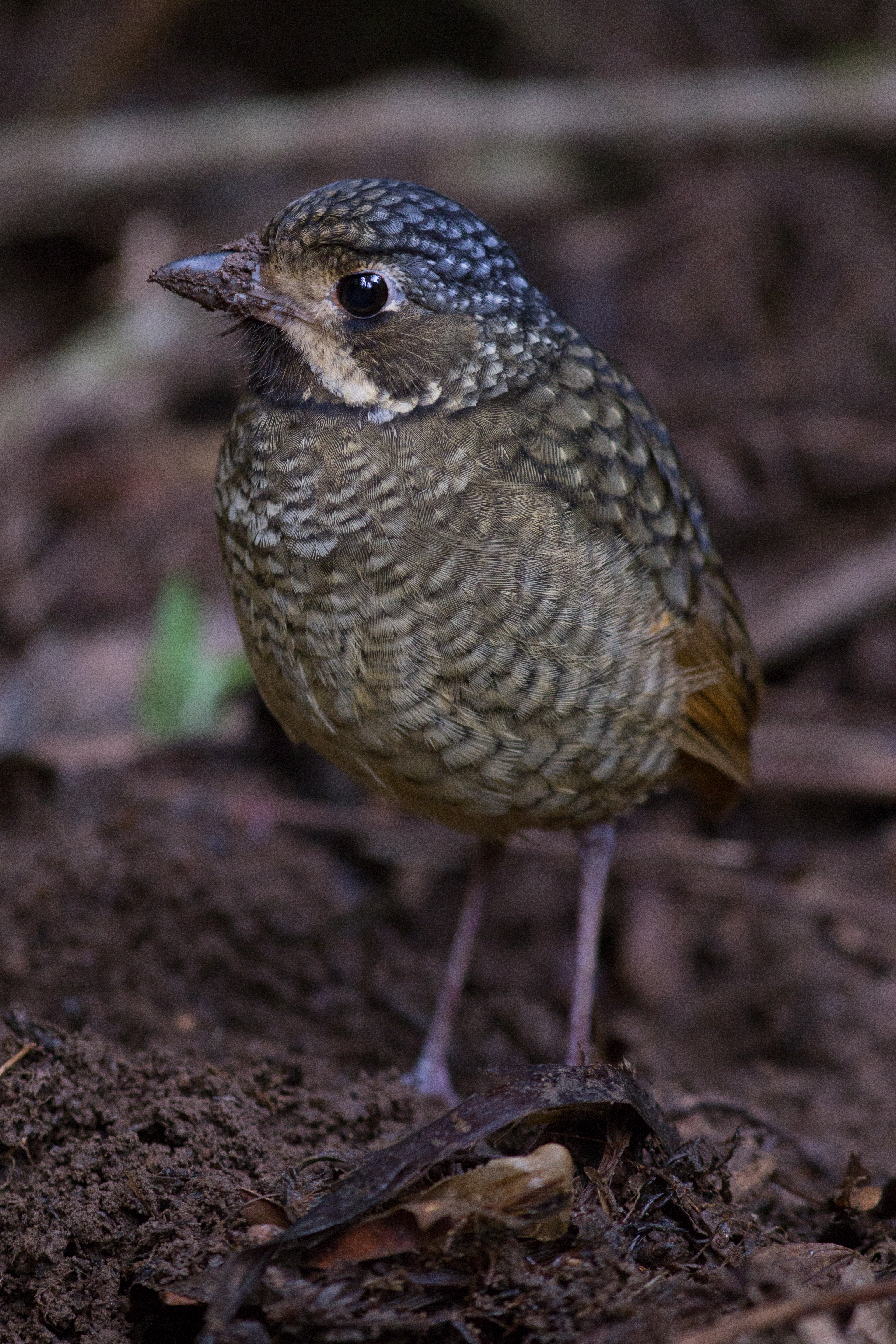

La Grallaire roi a été décrit par le français Georges-Louis Leclerc, comte de Buffon en 1780 dans son Histoire Naturelle des Oiseaux à partir d'un spécimen collecté à Cayenne, en Guyane française. L'oiseau a également été illustré dans une planche coloriée à la main et gravée par François-Nicolas Martinet dans les Planches Enluminées D'Histoire Naturelle réalisée sous la directiond'Edme-Louis Daubenton pour accompagner le texte de Buffon. Ni la légende de la planche ni la description de Buffon n'incluaient de nom scientifique, mais en 1783, le naturaliste néerlandais Pieter Boddaert a inventé le nom binomial Formicarius varius dans son catalogue des Planches Enluminées. est maintenant placé dans le genre Grallaria qui a été introduit par l'ornithologue français Louis-Pierre Vieillot en 1816. Le nom du genre vient du néo-latin grallarius signifiant « échassier ». L'épithète spécifique varia vient du latin varius signifiant « divers », « diversifié » ou « panaché ».
Cinq sous-espèces sont reconnues :
G. v. cinereiceps Hellmayr, 1903 – Sud du Venezuela, Nord-Ouest du Brésil et Nord-Est du Pérou
G. v. varia (Boddaert, 1783) - Est du Venezuela, Guyanes et Nord-Est du Brésil
G. v. distincta Todd, 1927 – centre du Brésil
G. v. intercedens von Berlepsch & Leverkühn, 1890 – Est du Brésil
G. v. imperator Lafresnaye, 1842 – Sud-Est du Brésil, Est du Paraguay et Nord-Est de l'Argentine.

## Habitat
Son habitat naturel est subtropical ou des forêts tropicales, mais il niche ou séjourne dans des zones plus tempérées voire froides du même continent.